# I Murdered Mommy
I Murdered Mommy to nazwa niezrealizowanego multimedialnego projektu autorstwa awangardowej grupy The Residents. Mimo skompletowania już całej ekipy pracującej nad projektem oraz napisania zarówno fabuły jak i postaci, produkcja CD-ROMu nigdy nie doszła do skutku z niewyjaśnionych do dziś przyczyn.
W 2004 roku światło dzienne ujrzało 1000 sztuk CD zawierające muzykę która miała znaleźć się w gotowym produkcie, do albumu dołączono również obszerną książeczkę zawierającą opis historii oraz postaci, które miały w grze wystąpić. Każda kopia albumu została ręcznie ponumerowana, brak jednak spisu utworów; tytuły kompozycji zostały podane przez członków The Cryptic Corporation już po wydaniu albumu.

## Lista utworów
1. IMM Presentation
2. Video Game
3. Dream Wheel
4. Google God
5. Andy Atom
6. Sea Monkey
7. Search for Truth
8. Breakdown
9. The Shoebox
10. The Game Ends